# Helga Peskoller
Helga Peskoller (* 1956) ist eine österreichische Pädagogin, Bergsteigerin und emeritierte Professorin an der Universität Innsbruck.

## Leben
Peskollers Eltern aus Hall in Tirol waren von 1959 bis 1982 Hüttenwirte auf der Bettelwurfhütte, wo die drei Töchter 20 Sommer lang die Sommerferien verbrachten. Helga bestieg im Alter von 9 Jahren den Bettelwurf und war später bis 1992 Extrembergsteigerin.
1975 begann sie ein Lehramtsstudium für Geographie und Philosophie, Psychologie und Pädagogik an der Universität Innsbruck. Nach der Sponsion zur Magistra 1982 setzte sie das Studium in Innsbruck fort, diesmal mit Hauptfach Erziehungswissenschaften und Nebenfach Psychologie. Im Juli 1988 wurde sie zur Dr. phil. promoviert. Seit 1982 war sie als Vertragsassistentin und Lehrbeauftragte an der Universität tätig gewesen. 1996 erfolgte die Habilitation mit Lehrbefugnis für Erziehungswissenschaft. Nach Tätigkeit als Universitätsdozentin von 2000 bis 2010 und einer Gastprofessur in Sankt Petersburg im Jahr 2010 wurde Helga Peskoller 2011 an der Universität Innsbruck Universitätsprofessorin für Erziehungswissenschaft mit Schwerpunkt Historische Anthropologie und Ästhetische Bildung. Von 2012 bis 2013 war sie geschäftsführende Dekanin der Fakultät für Bildungswissenschaften. 2022 wurde sie an der Universität Innsbruck emeritiert.
Peskoller wurde mit 20 Jahren Mutter und hat ein Enkelkind. Sie lebt und arbeitet in Hall in Tirol.

## Publikationen (Auswahl)
- mit Michaela Ralser, Maria A. Wolf: Texturen von Freiheit. Beiträge für Bernhard Rathmayr. Aufsatzsammlung, Universität-Press, Innsbruck 2007, ISBN 3-902571-24-1.
- Extrem. Aufsatzsammlung, Böhlau Verlag, Wien 2001, ISBN 3-205-99246-6.
- BergDenken: Eine Kulturgeschichte der Höhe. Eichbauer Verlag, Wien 1997, ISBN 3-901699-04-X (zugleich Habilitationsschrift, Universität Innsbruck 1996).

## Audio
- mit Johannes Kaup: Im Zeit-Raum: Bergdenken – Helga Peskoller, Philosophin des gefühlten Wissens, RadioKulturhaus 12. Mai 2009, Ö1 extra 23. Mai 2009[5]